# The Ink Spots
The Ink Spots est un groupe vocal de rhythm and blues américain, précurseur du doo-wop, formés à Indianapolis au tout début des années 1930.
Spécialistes de la ballade sentimentale, ils sont l'une des rares formations à séduire un public noir comme blanc. Inventeurs de certaines recettes qui définiront le style doo-wop, ils rencontrent le succès avec la chanson If I Didn't Care (1939). I'm Making Believe, enregistré avec Ella Fitzgerald, devient no 1 aux États-Unis en décembre 1944, et The Gypsy occupe la première place du hit-parade pendant dix semaines à l'été 1946. Après de nombreux changements de personnels, le groupe se sépare en 1952.
Le groupe a fait une apparition dans le film Deux nigauds dans une île (1942), avec Abbott et Costello.
En 1989, le groupe est intronisé au Rock and Roll Hall of Fame dans la catégorie « Pionniers » (Early influences).

## Dans la culture populaire
- La chanson If I Didn't Care a été utilisée dans les bandes originales des films Radio Days, Get Low, Les Évadés et Miss Pettigrew où elle est reprise par Amy Adams et Lee Pace. Ridley Scott souhaitait l'utiliser dans la scène de Blade Runner où Deckard achète de l'alcool. Faute de pouvoir en acquérir les droits, il demanda au compositeur Vangelis d'écrire une chanson dans le même style. Il en résulta "One More Kiss, Dear", chanson qui a un rythme et une structure proche de l'originale[réf. souhaitée]. If I Didn't Care apparait également dans le jeu vidéo BioShock.
- We Three (My Echo, My Shadow, And Me)a été utilisée :
  - Dans le premier épisode de la saison 4 de la série Better Call Saul
- Address Unknown a été utilisée :  
  - Dans le premier épisode de la saison 1 de la série Better Call Saul[1].
- I Don't Want To Set the World on Fire a été utilisée :
  - Pour une publicité pour Chanel Numéro 5 (dans laquelle Carole Bouquet apparaissait) à la fin des années 1980.
  - Dans l'ouverture d'une chanson de Megadeth Set the World Afire sur l'album de 1988 So Far, So Good... So What!.
  - Dans le court métrage Logorama qui a obtenu l'Oscar du meilleur court-métrage d'animation en 2010.
  - Dans le film Passeport pour Pimlico de Henry Cornelius en 1949.
  - Dans la scène finale de l'épisode 4 de la saison 18 de la série Les Simpson (épisode Halloween).
  - Dans le dernier épisode de la saison 1 de la série Heroes ainsi que dans l'épisode 14 de la saison 3.
  - Dans le premier épisode de la saison 1 de la série Manhattan en 2014.
  - Dans l'épisode 6 de la première saison Watchmen.
  - On l'entend également dans le film "Week-end royal" (Hyde Park on Hudson) (2012).
  - Au début de l'épisode Terror of the Autons dans la série Doctor Who.
  - Dans l'épisode 20 de la saison 5 de la série Once Upon a Time.
  - Dans l'épisode 2 de la saison 1 de la série Fallout (Série TV).
  - Pour le générique de la saison 1 de la web-série Et tout le monde s'en fout.
- La série des jeux vidéo Fallout entretient une relation particulière avec les chansons des Ink Spots :
  - Maybe est utilisée pour les plans d'ouverture et de fermeture du jeu Fallout. Les développeurs lui préféraient I Don't Want to Set the World on Fire mais dont ils n'ont pu acquérir les droits. Les développeurs de Bethesda Softworks (qui ont repris le projet d'un troisième opus de ce jeu), ont eu plus de chance et ont pu l'inclure. Le titre est aussi utilisé dans la scène prégénérique de l'épisode 4-14 de la série The Walking Dead (épisode « The Grove »).
  - I Don't Want to Set the World on Fire est très présent dans Fallout 3 et Fallout 4 : elle est diffusée sur les radios du jeu, et est le thème principal du 3 (on peut l'entendre lors de l'introduction).
  - Into Each Life Some Rain Must Fall est utilisée dans son 3e volet ainsi qu'avec It's A Sin To Tell A Lie pour Fallout: New Vegas.
  - Fallout 4 possède lui aussi son traditionnel morceau des Ink Spots: It's All Over But The Crying présent comme thème d'introduction dans la bande annonce du jeu.
  - "It's a sin to tell a lie"  est utilisée dans le film "Dis moi oui"  d' Alexandre Arcady